# Marchahalli, Heggadadevankote
Marchahalli là một làng thuộc tehsil Heggadadevankote, huyện Mysore, bang Karnataka, Ấn Độ.